# Gesamtstaatliche COVID-Krisenkoordination
Die Gesamtstaatliche COVID-Krisenkoordination (GECKO) wurde im Dezember 2021 für ein strukturiertes Pandemiemanagement in Österreich ins Leben gerufen. Die Bundesregierung beauftragte das Expertengremium GECKO mit der Beratung auf Basis wissenschaftlicher Erkenntnisse zur COVID-19-Pandemie. Die unabhängige Expertenkommission arbeitete ehrenamtlich und war von Dezember 2021 bis März 2023 tätig.

## Geschichte und Organisation
Die GECKO-Kommission setzte sich aus Wissenschaftlern unterschiedlicher Disziplinen sowie Fachleuten aus Interessensvertretungen und anderen Organisationen zusammen. Den Vorsitz übernahmen Chief Medical Officer Katharina Reich und Chief Operating Officer Generalstabschef Rudolf Striedinger. Die Leitung der Geschäftsstelle im Bundeskanzleramt sowie die Funktion des Stabschefs übernahm im März 2022 Oberst Stefan Rakowsky (zuvor war Roman Markhart mit dieser Funktion betraut).
Im August 2023 übernahm das Haus der Geschichte Österreich (hdgö) einige Objekte der GECKO-Kommission für die Sammlung zur COVID-19-Pandemie, darunter den Tarnanzug von Rudolf Striedinger.

## Mitglieder
- Philipp Abbrederis, Landesamtsdirektor Vorarlberg (bis Juni 2022)
- Andreas Bergthaler, Professor für Molekulare Immunologie an der Medizinischen Universität Wien
- Robert Böhm, Professor für Sozialpsychologie an der Universität Wien
- Ingrid Brodnig, Journalistin und Publizistin (bis Februar 2022)
- Manfred Ditto, Geschäftsführender Leiter der Gruppe VII/A („Öffentliche Gesundheit“) im Bundesministerium für Soziales, Gesundheit, Pflege und Konsumentenschutz (BMSGPK)
- Christiane Druml, Vorsitzende der Bioethikkommission beim Bundeskanzleramt, Direktorin des Josephinums-Sammlungen der Medizinischen Universität Wien und Inhaberin des UNESCO-Lehrstuhls für Bioethik
- Gerald Foitik, Bundesrettungskommandant des Österreichischen Roten Kreuzes (bis März 2022)
- Herbert Forster, Landesamtsdirektor von Tirol (bis Dezember 2021)
- Dietmar Griebler, Landesamts- und Magistratsdirektor Wien (bis Dezember 2022)
- Erich Hechtner, bis Juni 2022 Magistratsdirektor Wien (bis Juni 2022)
- Silvia Hruška-Frank, Direktorin der Arbeiterkammer Wien und der Bundesarbeiterkammer
- Christoph Klein, bis August 2022 Direktor der Arbeiterkammer Wien und der Bundesarbeitskammer (bis August 2022)
- Herwig Kollaritsch, Professor für Infektiologie und Mitglied des nationalen Impfgremiums (NIG)
- Karlheinz Kopf, Generalsekretär der Wirtschaftskammer Österreich
- Markus Müller, Rektor der Medizinischen Universität Wien und Vorsitzender des Obersten Sanitätsrats
- Ulrike Mursch-Edlmayr, Präsidentin der Österreichischen Apothekerkammer
- Herwig Ostermann, Geschäftsführer von Gesundheit Österreich
- Julia Partheymüller, Politologin, Senior Scientist an der Universität Wien
- Dieter Platzer, Landesamtsdirektor Kärnten
- Nikolas Popper, Simulationsforscher, Senior Scientist an der Technischen Universität Wien
- Elisabeth Puchhammer-Stöckl, Leiterin des Instituts für Virologie der Medizinischen Universität Wien
- Katharina Reich, Leiterin der Sektion Öffentliche Gesundheit und Gesundheitssystem im Bundesministerium für Soziales, Gesundheit, Pflege und Konsumentenschutz (BMSGPK)
- Ronald Reiter, Landesamtsdirektor Burgenland
- Eva Schernhammer, Professorin für Epidemiologie an der Medizinischen Universität Wien
- Reinhard Schnakl, Leiter der Gruppe II/A (Organisation, Dienstbetrieb und Einsatz) im Bundesministerium für Inneres (BMI)
- Volker Schörghofer, stellvertretender Generaldirektor im Hauptverband der österreichischen Sozialversicherungsträger
- Thomas Starlinger, Adjutant des Bundespräsidenten
- Johannes Steinhart, Präsident der Österreichischen Ärztekammer
- Karl Stöger, Professor für Medizinrecht an der Universität Wien
- Rudolf Striedinger, Generalstabschef des Bundesheeres
- Thomas Szekeres, ehemaliger Präsident der Österreichischen Ärztekammer (bis Juli 2022)
- Oswald Wagner, Vizerektor für Klinische Angelegenheiten der Medizinischen Universität Wien (bis November 2022)

## Aufgabe
Das unabhängige Expertengremium GECKO evaluierte laufend die aktuelle Lage in Österreich und informierte die Bundesregierung auf der Grundlage aktueller wissenschaftlicher Erkenntnisse über epidemiologische, medizinische, gesundheitssystemische und gesellschaftliche Entwicklungen.
Ziel war ein strukturiertes, gesamtstaatliches Pandemiemanagement in Österreich. Wissenschaftliche Analysen zum Infektionsgeschehen wurden erstellt und mögliche Szenarien der COVID-19-Pandemie frühzeitig erkannt. Die politischen Entscheidungen traf jedoch die Bundesregierung.
Die GECKO-Experten trafen einander in der Regel im Zwei-Wochen-Rhythmus zur Beratung zu aktuellen Fragen der Bundesregierung. Zu akuten Themen nahm GECKO auf Anfrage der Regierung auch kurzfristig Stellung.

## Veröffentlichte Executive Reports der GECKO-Sitzungen
Die Einschätzungen und Stellungnahmen der GECKO-Experten wurden in Folge der GECKO-Sitzungen in einem Executive Report zusammengefasst und auf der Website des österreichischen Bundeskanzleramts veröffentlicht.